# Terence Bernie Hines
Terence Bernie Hines est un acteur américain né le 9 avril 1969 à Détroit au Michigan.

## Filmographie

### Cinéma
- 2000 : Les Âmes perdues : le malade mental
- 2001 : Red Zone : Toblerone
- 2002 : Osama Bin Laden: Behind the Madness : le cinématographe
- 2003 : Identity de James Mangold : Bailiff
- 2003 : Deux en un : Moe
- 2003 : Leprechaun 6 : Le Retour : le client psychique
- 2004 : The Handkerchied : Détective Williams
- 2005 : Self Medicated : le garde de sécurité
- 2007 : Expired : Mark
- 2007 : Loveless in Los Angeles : William
- 2007 : The Metrosexual : le garde du corps
- 2008 : Jedi Gym : Lando Calrissian
- 2008 : The Seekers : Lonny
- 2009 : Droit de passage : responsable de l'immigration
- 2010 : Cubicle : Gerard
- 2013 : Rushlights : Joe
- 2013 : La Vie rêvée de Walter Mitty : Gary Mannheim

### Télévision
- 1993 : Swamp Thing : le garde (1 épisode)
- 2002 : The Chronicle : Wayne Lamar (1 épisode)
- 2003 : Buffy contre les vampires : le propriétaire du magasin (1 épisode)
- 2003 : Urgences : Roy Felton (1 épisode)
- 2003 : Spy Girls : John Dalton (1 épisode)
- 2005 : Malcolm : Monsieur Meyers (1 épisode)
- 2005 : Joey : l'homme joyeux (1 épisode)
- 2006 : Earl : Fred (1 épisode)
- 2006 : Pour le meilleur et le pire : le vendeur (1 épisode)
- 2007 : Philadelphia : le père (1 épisode)
- 2010 : Dicks : Leonard
- 2010 : Freshmen : un homme
- 2011 : Raising Hope : le postier (1 épisode)
- 2013 : The First Family : Fred (1 épisode)
- 2014 : Esprits criminels : Stanley Holmes (1 épisode)